# Marchese di Castelo Rodrigo

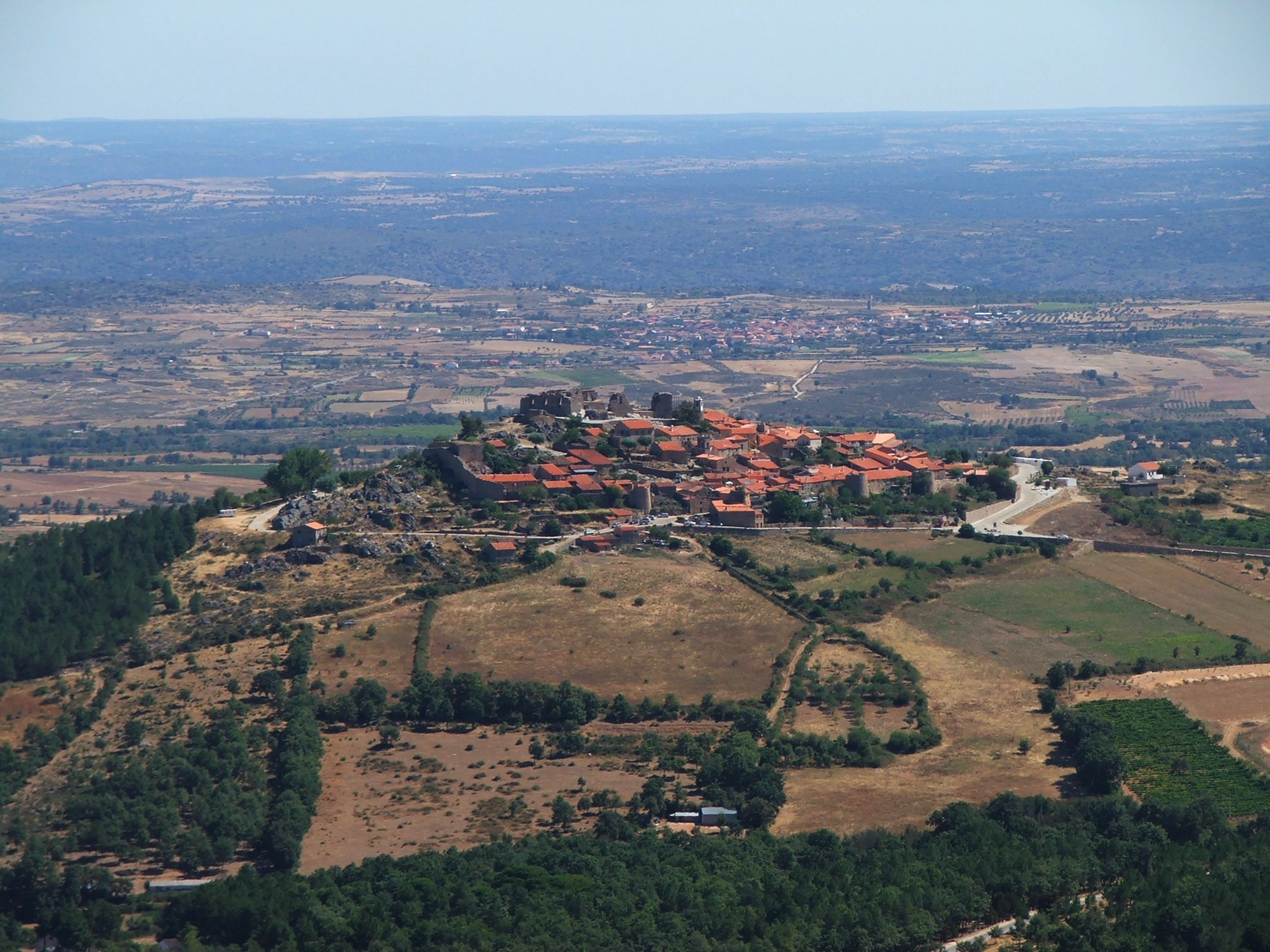
Vista delle mura e del castello di Castelo Rodrigo.

Il marchese di Castelo Rodrigo è un titolo nobiliare portoghese, in seguito spagnolo, creato nel 1598 a titolo personale dal re Filippo III di Spagna e II del Portogallo a favore di Cristóvão de Moura e Távora. In precedenza, nel 1594, il re Filippo II e I gli aveva concesso il titolo di conte di Castelo Rodrigo, centro abitato e castello del quale il padre Luis de Moura era già stato alcaide. La località di Castelo Rodrigo, fino al 1836 municipio autonomo, è al giorno d'oggi una freguesia del comune di Figueira de Castelo Rodrigo (provincia di Beira Alta, Portogallo).
Nel 1600 il già citato re Filippo III e II concesse al I marchese il grandato di Spagna, e, nel 1619, in occasione della sua prima e unica visita in Portogallo, il monarca confermò la perpetuità del titolo al II marchese, Manuel de Moura Corte Real.
In seguito alla Restaurazione portoghese del 1640, i possedimenti del marchese di Castelo Rodrigo vennero confiscati e i suoi titoli dichiarati nulli in Portogallo a causa della sua adesione alla fazione filo asburgica. Nel 1652 il marchese venne ufficialmente considerato ribelle da Giovanni IV del Portogallo e i suoi possedimenti in Portogallo (tra i quali il palazzo della Ribeira) vennero incamerati dalla Casa do Infantado. Il titolo di marchese di Castelo Rodrigo continuò ad essere riconosciuto in Spagna.

## Marchesi di Castelo Rodrigo
|       | Titolare                                                                       | Periodo               |
| ----- | ------------------------------------------------------------------------------ | --------------------- |
| I     | Cristóvão de Moura e Távora (nelle fonti spagnole Cristóbal de Moura y Távora) | 1598-1613             |
| II    | Manuel de Moura Corte Real (nelle fonti spagnole Manuel de Moura y Corte Real) | 1613-1651             |
| III   | Francisco de Moura (nelle fonti spagnole Francisco de Moura y Corte Real Melo) | 1631-1675             |
| IV    | Leonor de Moura Moncada y de Aragón                                            | 1675-1706             |
| V     | Juana de Moura Moncada y de Aragón                                             | 1706-1717             |
| VI    | Francisco Pío de Saboya y Moura                                                | 1717-1723             |
| VII   | Gisberto Pío de Saboya y Spínola                                               | 1723-1776             |
| VIII  | Isabel María Pío de Saboya y Spínola                                           | 1776-1799             |
| IX    | Antonio Valcárcel y Pío de Saboya                                              | 1799-1808             |
| X     | Antonio de Valcárcel y Pascual de Pobil                                        | 1808-1824             |
| XI    | María de la Concepción Valcárcel y Pascual de Pobil                            | 1824-1825             |
| XII   | Pascual Falcó y Valcárcel                                                      | 1825-1848             |
| XIII  | Juan Jacobo Falcó y Valcárcel                                                  | 1848-1873             |
| XIV   | Antonio Falcó y d'Adda                                                         | 1873-1883             |
| XV    | Juan Falcó y Trivulzio                                                         | 1883-1923             |
| XVI   | Alfonso Falcó y de la Gándara                                                  | 1923-1967             |
| XVII  | María Asunción Falcó y de la Gándara                                           | 1967-1971             |
| XVIII | Carlo Ernesto Balbo Bertone di Sambuy                                          | 1971-2003             |
| XIX   | Filippo Balbo Bertone di Sambuy y Wagnière                                     | 2003-attuale titolare |